# Bahnstrecke Torved–Gullspång
| Streckenlänge: | 20 km                       |                                              |                                              |
| Spurweite: | 891 mm, ab 1964/65: 1435 mm |                                              |                                              |
| |                             |                                              |                                              |
| \| \| \| Nora Bergslags Järnväg von Otterbäcken \| \| \| \| 20,092 \| Gullspång \| 58 m ö.h. \| \| \| \| Nora Bergslags Järnväg nach Strömtorp \| \| \| \| 17,475 \| Skagersvik \| 71 m ö.h. \| \| \| 16,831 \| Skagersviks såg \| Skagersviks såg \| \| \| 13,694 \| Barrebacken (früher Stenbrotorp) \| 71 m ö.h. \| \| \| 7,922 \| Midskog \| 102 m ö.h. \| \| \| 3,403 \| Siggarud \| 102 m ö.h. \| \| \| \| Bahnstrecke Gårdsjö–Mariestad von Gårdsjö \| \| \| \| 0 \| Torved (früher Bhf.) \| 87 m ö.h. \| \| \| \| Bahnstrecke Gårdsjö–Mariestad nach Mariestad \| \| \| \| \| \| \| \| Quellen: [1][2] \| \| \| \| |                             |                                              |                                              |
| Strecke |                             | Nora Bergslags Järnväg von Otterbäcken       | Nora Bergslags Järnväg von Otterbäcken       |
| Bahnhof | 20,092                      | Gullspång                                    | 58 m ö.h.                                    |
| Abzweig ehemals geradeaus und nach rechts |                             | Nora Bergslags Järnväg nach Strömtorp        | Nora Bergslags Järnväg nach Strömtorp        |
| Bahnhof (Strecke außer Betrieb) | 17,475                      | Skagersvik                                   | 71 m ö.h.                                    |
| Blockstelle (Strecke außer Betrieb) | 16,831                      | Skagersviks såg                              | Skagersviks såg                              |
| Bahnhof (Strecke außer Betrieb) | 13,694                      | Barrebacken (früher Stenbrotorp)             | 71 m ö.h.                                    |
| Bahnhof (Strecke außer Betrieb) | 7,922                       | Midskog                                      | 102 m ö.h.                                   |
| Haltepunkt / Haltestelle (Strecke außer Betrieb) | 3,403                       | Siggarud                                     | 102 m ö.h.                                   |
| Abzweig ehemals geradeaus und von links |                             | Bahnstrecke Gårdsjö–Mariestad von Gårdsjö    | Bahnstrecke Gårdsjö–Mariestad von Gårdsjö    |
| Haltepunkt / Haltestelle | 0                           | Torved (früher Bhf.)                         | 87 m ö.h.                                    |
| Strecke |                             | Bahnstrecke Gårdsjö–Mariestad nach Mariestad | Bahnstrecke Gårdsjö–Mariestad nach Mariestad |
| |                             |                                              |                                              |
| Quellen: |                             |                                              |                                              |

Die Bahnstrecke Torved–Gullspång ist eine 1917 von Västergötland–Göteborgs järnvägsaktiebolag (VGJ) in Betrieb genommene schmalspurige Eisenbahnstrecke zwischen Torved und Gullspång in Västra Götalands län in Schweden. Sie war eine der wenigen Strecken, die VGJ selbst errichtete.
Die Strecke wurde 1964/65 auf Normalspur umgebaut. Seit der Betriebseinstellung wird die Strecke für den Touristenverkehr mit Draisinen verwendet.

## Geschichte
Vor der Jahrhundertwende zum 20. Jahrhundert entstand die Idee, die schmalspurigen Netze in Västergötland und Göteborgs och Bohus län zu verbinden, um das gesamte Netz aufzuwerten und das Hinterland der Stadt Göteborg zu erschließen. Dies hatte die Gründung der VGJ zur Folge, die Eisenbahnstrecken selbst errichtete und zahlreiche schmalspurige Inselnetze durch Anmietung oder Kauf verband. So konnten am 1. Januar 1900 die Bahnstrecke Göteborg–Skara und die Bahnstrecke Pedersbacke (Tumleberg)–Håkantorp für den öffentlichen Verkehr freigegeben werden.
Von Skara aus wurde die Strecke an den Vänern durch den Kauf der von der Skara–Kinnekulle–Vänerns Järnväg (SKWJ) errichteten Bahnstrecke Skara–Hönsäters hamn am 1. Januar 1904 verlängert.
Nachdem VGJ die SKWJ gekauft und in den eigenen Betriebsablauf integriert hatte, wurde als Nächstes an eine Zusammenlegung von VGJ und Mariestad–Kinnekulle järnvägsaktiebolag (MKJ), die die Bahnstrecke Mariestad–Gössäter betrieb, gedacht. Die Initiative dazu kam von K. G. Wallenius. Das Ziel war, Mariestad durch eine direkte Strecke unter gleicher Verwaltung von Göteborg aus über Skara zu erreichen.
Am 22. August 1908 wurde die Kaufurkunde unterzeichnet, mit der VGJ für 445.136 Kronen und 85 Öre MKJ erwarb. Die Strecke dieser Gesellschaft wurde völlig in den Betriebsablauf integriert. Damit war die Grundlage gegeben, dass VGJ eine Strecke von Mariestad über Torved nach Gårdsjö oder alternativ über Torved nach Gullspång errichten konnte. Mit dem Kaufvertrag wurde das gesamte Personal von MKJ übernommen. Das Rollmaterial wurde in das Nummernschema von VGJ integriert.

## Die geplante Verlängerung nach Gullspång
Als 1905 die Pläne für eine Strecke Skara–Timmersdala–Mariestad diskutiert wurde, wurde über eine Verlängerung der VGJ von Mariestad über Lyrestad nach Gullspång gesprochen. VGJ beantragte in diesem Jahr eine Konzession für diese Strecke nach Gullspångs Station der Nora Bergslags Järnväg (NBJ). Die Konzession wurde am 28. September 1906 erteilt.
In der zweiten Hälfte des Jahres 1907 wurde der Abschnitt Mariestad–Torved abgesteckt. Mittlerweile gab es kein Interesse mehr, die Strecke bis nach Gullspång zu bauen. Grund dafür war, dass NBJ eine Konzession für eine Normalspurstrecke zwischen Otterbäcken und Töreboda erhalten hatte. Diese wäre nahezu parallel zu der genehmigten Strecke Torved–Gullspång der VGJ verlaufen.

## Die Strecke Torved–Gårdsjö
Da die VGJ seit 1906 die Konzession für die Strecke Route Mariestad–Torved–Gullspång hatte, gab es eine Reihe von Interessenten einschließlich des Gouverneurs von Skaraborgs län, F. de Geer, die eine Konzession für die Strecke Gårdsjö–Torved beantragten. Zeichnungen und Kostenvoranschläge für diese Strecke waren bereits von dem Ingenieur J. A. Jonzon in Leksberg angefertigt worden. Nach Verhandlungen mit diesen Interessenten übernahm VGJ am 30. Oktober 1908 diese Konzession.
Nun hatte VGJ die Konzession für die gesamte Strecke. Mit dem Ingenieur J. A. Jonzon als verantwortlichen Bauleiter begann die Arbeit Anfang 1908. Am 1. Januar 1910 wurde die 39 Kilometer lange Strecke für den öffentlichen Verkehr freigegeben. Der Bahnhof in Gårdsjö wurde von VGJ finanziert und später von Statens Järnvägar mit benutzt. Der Götakanal wurde bei Lyrestad nördlich von Mariestad mit einer Drehbrücke überquert.

## Bau der Strecke Torved–Gullspång
Nora Bergslags Järnväg plante den Ausbau der Strecke von Otterbäcken über Torved nach Töreboda. Dieser Ausbau wurde allerdings von NBJ nicht ausgeführt. Im Dezember 1913 beantragte eine Anzahl von Interessenten erneut eine Konzession für die Strecke Torved–Gullspång. Dieser Antrag wurde am 19. August 1914 genehmigt, weil VGJ seine alte Konzession von 1906 für die gleiche Strecke hatte verfallen lassen. Die neue Konzession wurde am 5. November 1915 wieder an die VGJ übertragen mit der Maßgabe, dass „im Falle Statens Järnväger in Zukunft die Strecke Otterbäcken–Töreboda bauen würde, hätten der Staat das Recht, den Schmalspurabschnitt zu kaufen“.
J. A. Andersson begann mit dem Bau am 29. September 1915. Die Zeichnungen wurden von Nyström gefertigt und die Kosten auf 610.000 Kronen geschätzt. Am 1. Januar 1917 wurde die Strecke für den öffentlichen Verkehr in Betrieb genommen.
Damit betrug die Gesamtlänge der VGJ-Strecke Göteborg–Skara–Mariestad–Gårdsjö mit den Zweigstrecken Tumleberg–Håkantorp und Torved–Gullspång nunmehr 259,8 km. Die Länge der weiteren Gleise wie der Lade- und Ausweichgleise betrug 41 km. Dies war die größte Ausdehnung des eigenen Streckennetzes der VGJ, die in späteren Jahren weitere Gesellschaften übernahm, diese jedoch eigenständig bestehen ließ.

## Verstaatlichung
Die Strecke wurde 1948 im Rahmen der allgemeinen Eisenbahnverstaatlichung wie andere Schmalspurstrecken in Västra Götalands län und Skaraborgs län von Statens Järnvägar übernommen, in deren Netz und Organisation integriert.
Auf dem Abschnitt Torved–Gullspång wurde der Personenverkehr praktisch am 11. Juni 1945 eingestellt, nachdem er bereits seit dem 22. Mai 1932 unbedeutend war. Die offizielle Stilllegung erfolgte am 1. Juni 1956. Auf dem Abschnitt Torved–Skagersvik fand seit 1961 kein Güterverkehr mehr statt. Die offizielle Einstellung erfolgte 1965.
Die Strecke wurde aus militärischen Gründen 1964/65 auf Normalspur umgebaut. Der Güterverkehr zwischen Gullspång und Skagersvik wurde bis 1983 von der NBJ mit besorgt. Auf dem Abschnitt Gullspång–Skagersvik wurde der Güterverkehr im März 1983 eingestellt. Die Schienen zwischen Torved und Gullspång sind noch vorhanden. Auf ihnen findet zeitweise Draisinenverkehr statt.